# Ibrahim Abderamane Halidi
Ibrahim Abderamane Halidi (arab. إبراهيم هاليدي; ur. 1954, zm. w lutym 2020) – komoryjski polityk, premier Komorów od 1 stycznia do 26 maja 1993.

## Życiorys
Był liderem partii Unia Demokratów na rzecz Demokracji, powiązanej z prezydentem Saidem Mohamedem Djoharem. Przez pierwszych pięć miesięcy roku 1993 po wygranych wyborach z listopada 1992 sprawował funkcję premiera. W 2006 roku wystartował w wyborach prezydenckich, w których uzyskał 10,37% głosów, uzyskując trzecie miejsce i przegrywając z Ahmedem Abdallahem Sambim. Został następnie doradcą prezydenta autonomicznej wyspy Anjouan Mohameda Bacara. Po rebelii na wyspie i interwencji wojsk komoryjskich ukrywał się. Został aresztowany 29 marca 2008.